# Бистрица (притока Врбаса)
Бистрица (Бистричка рика) је река у Босни и Херцеговини, десна притока Врбаса, дужине 11 km. Извире испод планине Голетице, на надморској висини од 879 m, а улива се у Врбас код Горњег Вакуфа, на надморској висини од 640 m. Из златоносног песка реке испирало се злато од доба Римљана до средњег века. И данас постоје трагови експлоатације.